# Oswaldo López Arellano

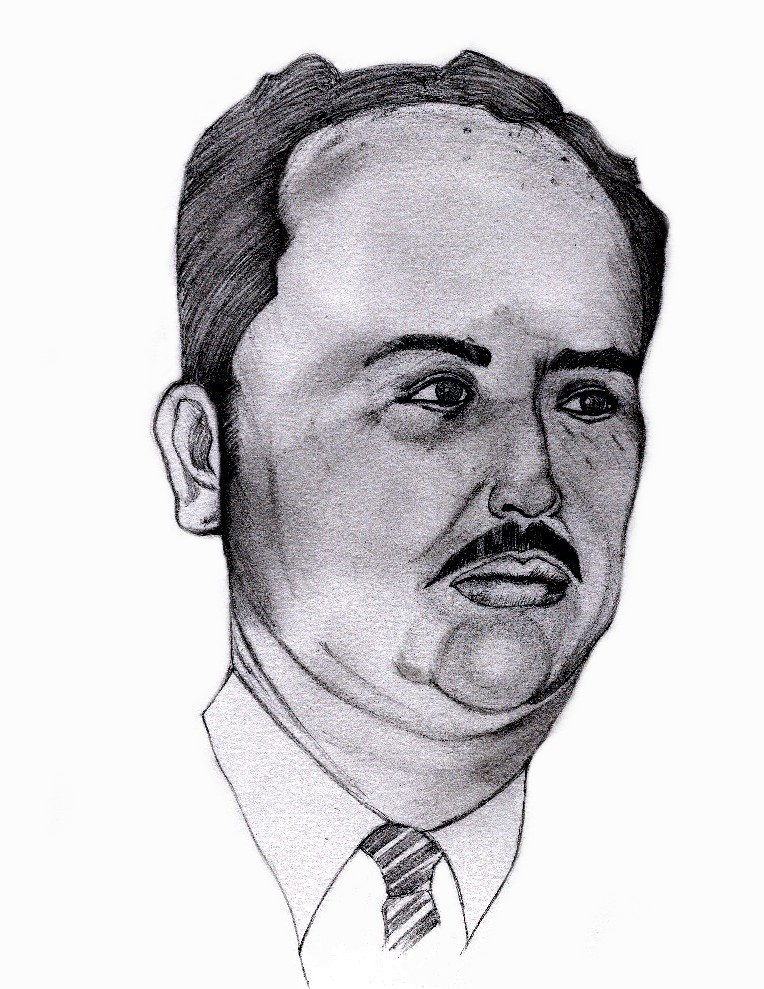
Oswaldo López Arellano

Oswaldo López Arellano (* 30. Juni 1921 in Danlí, Honduras; † 16. Mai 2010 in Tegucigalpa) war von 1963 bis 1971 und erneut von 1972 bis 1975 Präsident von Honduras. Er gelangte mit Hilfe des Militärs an die Macht.

## Leben
López Arellano wurde in Danlí in El Paraíso als Sohn von Enrique López und Carlota Arellano in einer einflussreichen Familie geboren. Er besuchte zuerst die „Escuela de Varones“ in Danlí und später die „American School of Tegucigalpa“, an der er in Englisch unterrichtet wurde. Mit 18 Jahren diente er in der honduranischen Armee und wurde an der Akademie der honduranischen Luftstreitkräfte als Pilot ausgebildet. Von 1942 bis 1945 studierte er in Arizona Flugzeugmechanik. López Arellano diente lange Zeit im Rang eines Obersten und wurde schließlich zum General befördert. Er heiratete Gloria Figueroa, mit der er fünf Kinder hatte: Gloria Carolina, Oswaldo, Enrique, Leonel und Jose Luis.
Er leitete die Sicherheitsabteilung der Fuerza Aérea Hondureña.
López Arellano bildete vom 17. November bis 21. Dezember 1957 mit Héctor Caraccioli Moncada die regierende Militärjunta, welche nach den Wahlen zur verfassungsgebenden Versammlung, die Macht an den durch die verfassungsgebende Versammlung gewählten José Ramón Villeda Morales abgab. Für den 10. Oktober 1963 war zu Präsidentschaftswahlen aufgerufen worden. Am 3. Oktober 1963 leitete er den Militärputsch gegen die verfassungsmäßige Regierung von José Ramón Villeda Morales, löste verfassungswidrig das Parlament auf und erklärt den Ausnahmezustand.
Die Regierung John F. Kennedy belässt Botschafter Charles R. Burrows (1910–1986), stellt am 5. Oktober 1963 die militärische Zusammenarbeit ein und die Regierung Mexikos unter Adolfo López Mateos zieht ihren Botschafter ab.
Am 22. Oktober 1963 erkannten die Regierungen von El Salvador, Nicaragua und Guatemala seine Regierung an.
Nach der Ausrufung von Wahlen am 15. Dezember 1963 wird seine Regierung durch die Regierung von Lyndon B. Johnson anerkannt.
Während dieser Amtszeit befehligte er 1969 die honduranische Armee im sogenannten Fußballkrieg gegen El Salvador.
Die Kriegspropaganda von Honduras wurde von Thomas P. McCann, dem PR-Berater von United Fruit geleitet.
Anschließend erlaubte er weitere Wahlen, die im April 1971 stattfanden. Aus diesen Wahlen ging Ramón Ernesto Cruz als Sieger hervor. Am 4. Dezember 1972 kam López Arellano erneut an die Macht.
1975 deckte die U.S. Securities and Exchange Commission ein Komplott der United Brands Company auf, in dessen Verlauf der honduranische Präsident López Arellano mit $ 1,25 Millionen bestochen werden sollte, mit dem Versprechen einer weiteren Zahlung von $ 1,25 Millionen, wenn er die Reduzierung bestimmter Exportzölle auf Bananen durchsetzen würde. Der Handel mit United Brands-Aktien wurde ausgesetzt, und am 22. April 1975 wurde López Arellano von General Juan Alberto Melgar Castro abgelöst. Dieses Nichtausweisen von nützlichen Aufwendungen in der Bilanz wurde von der Presse als „Bananagate“ bezeichnet. Der Selbstmord des Chefs der United Brand Company, Elihu Menashe Black in 1975 steht wahrscheinlich im Zusammenhang damit.
General Oswaldo López Arellano wurde unter der Regierung Policarpio Juan Paz García in Ehren aus der Fuerza Aérea Hondureña entlassen. Oswaldo López Arellano gehörten mehrere Unternehmen in Mittelamerika. Darunter die Fluglinie SAHSA welche aus der Pan American World Airways ausgegliedert worden war, durch den Absturz einer Boeing 727 am 21. Oktober 1989, bei welchem 131 Menschen getötet wurden als Ferienfluggesellschaft der Contra (Organisation) bekannt wurde und mittlerweile Konkurs angemeldet hat.
Sein ältester Sohn Oswaldo starb 1996.

## Regierungskabinett vom 3. Oktober 1963–6. Juni 1965
- Regierungsminister und Justizverwaltungsminister: Darío Humberto Montes.
- Außenminister: Jorge Fidel Durón.
- Minister für Bodenschätze: Héctor Molina.
- Minister für öffentliche Gesundheit und Sozialfürsorge: Abraham Riera H.
- Finanzminister: Tomás Cálix Moncada.
- Minister für Kommunikation und öffentliche Arbeiten: Luís Bográn Fortín.
- Minister für öffentliche Bildung: Eugenio Matute Canizales.
- Minister für Arbeit und Sozialvorsorge: Edgardo Dumás Rodríguez
- Minister für innere und äußere Verteidigung: Armando Escalón
- Botschafter von John F. Kennedy, Charles R. Burrows, 3. November 1960–28. Juni 1965

## Regierungskabinett vom 6. Juni 1965–6. Juni 1971
- Stellvertreter: RA Ricardo Zuñiga Agustinos RA Horacio Moya Posas Dr. Napoléon Alcerro Oliva.
- Regierungsminister und Justizverwaltungsminister: Virgilio Urmeneta Ramírez.
- Präsidialamtsminister: Ricardo Zúniga Augustinus.
- Außenminister: José Ángel Ulloa Donaire/Tiburcio Carías Castillo.
- Minister für Bodenschätze: Julio César Pineda
- Minister für öffentliche Gesundheit und Sozialfürsorge: José Antonio Peraza.
- Finanzminister: Manuel Acosta Bonilla.
- Minister für Kommunikation und öffentliche Arbeiten: Ramón Lobo Sosa.
- Minister für öffentliche Bildung: Rafael Bardales Bueso
- Minister für Arbeit und Sozialvorsorge: Amado H. Núnez
- Minister für innere und äußere Verteidigung: José Salomón Ciliézer Uclés
- Botschafter von Lyndon B. Johnson, Joseph J. Jova, 12. Juli 1965–21. Juni 1969
- Botschafter von Richard Nixon, Hewson A. Ryan, 5. November 1969–20. Mai 1973

## Regierungskabinett vom 4. Dezember 1972–22. April 1975
- Regierungsminister und Justizverwaltungsminister: Juan Alberto Melgar Castro.
- Außenminister: César A. Batres
- Minister für Bodenschätze: Raúl Edgardo Escoto Díaz
- Minister für öffentliche Gesundheit und Sozialfürsorge: Enrique Aguilar Paz
- Finanzminister: Manuel Acosta Bonilla
- Wirtschaftsminister und Handelsminister: José Abraham Bennaton Ramos
- Minister für Kommunikation und öffentliche Arbeiten: Miguel Angel Rivera Bermúdez
- Minister für öffentliche Bildung: J. Napoleón Alcerro Oliva
- Minister für Arbeit und Sozialvorsorge: Gautama Buda Fonseca
- Minister für innere und äußere Verteidigung: Raúl Galo Soto/Pedro Fermin Ramírez Landa
- Minister für Wirtschaftsplanung: Manlio Martínez Cantor
- Botschafter von Richard Nixon, Phillip Victor Sanchez, Referent von Confederation de Asociacion para la Unidad de las Sociedades Americanas, 15. Juni 1973–17. Juli 1976